# Täljögla
Täljögla är ett snickarverktyg som i första hand är tänkt att underlätta vid urholkning av trästycken. Täljöglan består av en metallring där ringens ena sida är vass så att den kan avverka material, ringen är fäst i ett skaft som gör det möjligt att med kraft bearbeta stycken även där hålrummet är relativt svåråtkomligt på grund av sin form eller storlek.